# Jorge Humberto Neder
Jorge Humberto Nilo Neder (Santiago del Estero, 1939 - Córdoba, 1999) fue un médico, periodista y político argentino que perteneció a la Unión Cívica Radical. Fue senador y diputado nacional por la provincia de Córdoba.

## Biografía
Nació en Santiago del Estero el 11 de mayo de 1939. 
Se trasladó a Córdoba para estudiar medicina en la Universidad Nacional.  Allí comenzó su carrera como periodista, a lo largo de la cual tuvo activa participación en los medios de comunicación. Se desempeñó como jefe de la Sección Deportes del diario La Voz del Interior.

### Política
Se unió a la Unión Cívica Radical, participando del grupo interno liderado por el entonces gobernador Eduardo Angeloz, la Línea Córdoba. Llegó a ser senador provincial entre 1989 y 1993. Dentro de su mandato como senador, entre el 19 de diciembre de 1991 y el 10 de diciembre de 1993 fue presidente provisorio del senado provincial. En tal carácter fue gobernador interino por 31 horas el 29 de abril de 1992. 
En las Elecciones legislativas de Argentina de 1993fue electo diputado nacional por la provincia de Córdoba para el período 1993-1997.
Falleció el 15 de octubre de 1999 a las 22.30 hs en Córdoba.